# Amata xanthopleura
Amata xanthopleura là một loài bướm đêm thuộc phân họ Arctiinae, họ Erebidae.